# Love Letter (musikalbum)
För andra betydelser, se Love Letters (olika betydelser).
Love Letter  är ett musikalbum av R. Kelly från 2010 som innehåller bland annat låtarna "Love Letter", "When a Woman Loves", och "Radio Message".

## Låtlista
Alla låtar är skrivna av R. Kelly.
| Nr  | Titel                            | Längd |
| --- | -------------------------------- | ----- |
| 1.  | Love Letter (Prelude)            | 0:49  |
| 2.  | Love Letter                      | 4:49  |
| 3.  | Number One Hit                   | 4:24  |
| 4.  | Not Feelin’ the Love             | 3:34  |
| 5.  | Lost in Your Love                | 4:34  |
| 6.  | Just Can’t Get Enough            | 3:10  |
| 7.  | Taxi Cab                         | 4:00  |
| 8.  | Radio Message                    | 3:50  |
| 9.  | When a Woman Loves               | 5:10  |
| 10. | Love Is (featuring K.Michelle)   | 3:24  |
| 11. | Just Like That                   | 3:19  |
| 12. | Music Must Be a Lady             | 4:35  |
| 13. | A Love Letter Christmas          | 5:44  |
| 14. | How Do I Tell Her?               | 4:20  |
| 15. | You Are Not Alone (hidden track) | 4:29  |

| 15. | Fallin' Hearts                   | 4:30 |
| 16. | Butterfly                        | 4:38 |
| 17. | Relief                           | 3:27 |
| 18. | When a Woman Loves (Remix)       | 2:30 |
| 19. | You Are Not Alone (hidden track) | 4:29 |